# Louis Heckmann-Stintzy
Louis Joseph Heckmann-Stintzy (* 19. September 1812 in Schönau; † 24. August 1892 in Müttersholz) war elsässischer Notar und Mitglied des Deutschen Reichstags.

## Leben
Heckmann-Stintzy vollendete die in Frankreich zum Notariat erforderlichen Studien und war auch als Notar tätig.
Von 1877 bis 1881 war er Mitglied des Deutschen Reichstags für den Wahlkreis Elsaß-Lothringen 6 (Schlettstadt) und die Elsässische Protestpartei.